# Brigitte Gabriel
Brigitte Gabriel (arabe : بريجيت غابرييل) née Hanan Qahwaji le 21 octobre 1964 à Marjayoun au Liban) est une journaliste libano-américaine conservatrice, critique de l'islam radical, et fondatrice des organisations politiques à but non lucratif : l'American Congress For Truth et ACT! for America (en).

## Biographie
Brigitte Gabriel est née dans le district de Marjeyoun au Liban d'un couple chrétien maronite. Elle dit que pendant la guerre civile libanaise, des miliciens musulmans ont lancé un assaut sur une base militaire libanaise près de la maison familiale et ont détruit cette dernière. Brigitte Gabriel, âgée de dix ans à l'époque, aurait été blessée par un éclat d'obus lors de l'attaque. Elle raconte que ses parents et elle ont été forcés de vivre sous terre, dans tout ce qui restait de la maison, un abri anti-bombes de 8 pieds sur 10 (2,43 m sur 3,05). Ils y vécurent pendant sept ans, avec seulement un petit appareil de chauffage au kérosène, sans électricité ni eau courante, et peu de nourriture.

## Ouvrages
- (en) Because They Hate : A Survivor of Islamic Terror Warns America, St. Martin's Press, 2006, 292 p.
- (en) They Must Be Stopped : Why We Must Defeat Radical Islam and How We Can Do It, St. Martin's Press, 2008, 274 p. (ISBN 978-0-312-38363-3).

## Critique
Le rédacteur d'opinion libéral Michael Young de NOW Lebanon et Franklin Lamb de Al-Ahram Weekly ont affirmé que Gabriel simplifiait excessivement le conflit au Sud-Liban en le faisant passer pour une guerre musulmane contre les chrétiens,. F. Lamb a allégué qu'elle a vécu relativement normalement pendant la guerre civile libanaise. M. Young, lui, a décrit le récit de ses expériences par Gabriel comme étant « excessif » et sa campagne comme un « acte criminel »,. 
Le Southern Poverty Law Center a présenté ACT! pour l'Amérique comme le « plus grand groupe anti-musulman de base dans le pays », et le Conseil sur les relations américano-islamiques l'a décrite comme « l'une des principales sources de la bigoterie anti-musulmane croissante dans notre pays ». Selon The Guardian, l'organisation a été « largement identifiée comme anti-musulmane »".
Stephen Lee, publiciste à St. Martin's Press pour le second livre de B. Gabriel, a qualifié ses opinions d'« extrêmes », et Deborah Solomon du New York Times Magazine, qui a interviewé Gabriel en août 2008, l'a décrite comme « une islamophobe radicale », soutenue financièrement par l'américaine Nina Rosenwald (tout comme elle a soutenu David Horowitz) et divers thinktanks et groupes de pression prônant l'islamophobie), ce qui a conduit le magazine The Nation, dans son numéro « Islamophobie » (2-9 juillet 2012), à l'appeler « La Sugar Mama de la haine anti-musulmane ».